# スティーブ・コースト
スティーブ・コースト（英語: Steve Coast、1980年12月20日 - ）は、オープンストリートマップ（2004年）とCloudMade（2007年）の創設者である。

## 経歴
ウルフラム・リサーチでインターンとして勤務したのち、ユニヴァーシティ・カレッジ・ロンドン(UCL)で計算機科学を勉強した。2006年、ニック・ブラックとともにZXV Ltdという技術コンサルタント企業を立ち上げ、2008年にニコライ・ナイホルムとサンストーン・キャピタルによる投資でCloudMadeに社名変更した。2010年10月にCloudMadeを退職したが、現在も株主である。同年11月23日にマイクロソフトのBing Mobileプリンシパル・アーキテクトに就くことを了承したと発表した。

## 私生活
ロンドンとワルダースレイドで育ち、2008年にサンフランシスコに移住したが、2009年末にコロラド州に移住した。妻ハリケーン・コースト（旧姓:マキューエン）と共にデンバーに在住している。2010年11月23日に、自身はシアトルに移住することになると述べている。